# Eparchie valujská
Eparchie Valujki je eparchie ruské pravoslavné církve nacházející se v Rusku.

## Území a titul biskupa
Zahrnuje správní hranice území Alexejevského, Valujského, Vejdělevského, Volokonovského, Krasněnského, Krasnogvardějského a Roveňského rajónu Bělgorodské oblasti.
Eparchiálnímu biskupovi náleží titul biskup valujský a alexejevský.

## Historie
V listopadu 1920 byl založen valujský vikariát voroněžské eparchie. Poté co vikář Filipp (Perov) odešel k Renovatistům, nebyl stolec obsazen.
Dne 7. června 2012 byla Svatým synodem zřízena eparchie valujská a to oddělením území z bělgorodské eparchie. Byla včleněna do nově vzniklé bělgorodské metropole.

## Seznam biskupů

### Vikariát Valujki
- 1920–1922 Filipp (Perov)

### Eparchie Valujki
- 2012–2015 Ioann (Popov), dočasný administrátor
- od 2015 Savva (Nikiforov)